# Liste der Präsidenten von Nicaragua
Dies ist eine Liste der Staatsoberhäupter von Nicaragua.
Diese trugen bis zum 11. Juni 1854 die Bezeichnung Supremo Director und anschließend Staatspräsident.
Mit Beschluss vom 30. April 1838 erklärte Nicaragua seinen Austritt aus der República Federal de Centroamérica und wurde damit ein unabhängiger Staat.
vorher: Die Liste der Staatschefs der Provinz Nicaragua zeigt die Surpemos Directores in der República Federal de Centroamérica
| Name | Lebensdaten    | Amtszeit                               |
| --- | -------------- | -------------------------------------- |
| José Núñez | ? – 1880       | 1838 – 1839                            |
| Evaristo Rocha |                | 1839                                   |
| Patricio Rivas | um 1810 – 1867 | Juni 1839 – Juli 1839                  |
| Joaquín del Cosío                                                                                                 | 1789 – ?       | Juli 1839 – Oktober 1839               |
| Hilario Ulloa |                | Oktober 1839 – November 1839           |
| Tomás Valladares                                                                                                  |                | November 1839 – September 1840         |
| Patricio Rivas | s. o.          | September 1840 – März 1841             |
| Pablo Buitrago | ? – nach 1852  | 4. März 1841 – 1. April 1843           |
| Juan de Dios Orozco                                                                                               |                | 1. April 1843 – 31. Mai 1843           |
| Manuel Pérez | 1800 – 1845    | 31. Mai 1843 – 26. September 1844      |
| Emiliano Madriz                                                                                                   | 1800 – 1844    | 26. September 1844 – 16. Dezember 1844 |
| Silvestre Selva                                                                                                   | 1800 – ?       | 16. Dezember 1844 – 20. Januar 1845    |
| Manuel Antonio Blas Sáenz                                                                                         | um 1800 – ?    | 20. Januar 1845 – 4. April 1845        |
| José León Sandoval                                                                                                | 1789 – 1854    | 4. April 1845 – 12. März 1847          |
| Miguel R. Morales                                                                                                 | 1787 – 1855    | 12. März 1847 – 6. April 1847          |
| José María Guerrero                                                                                               | 1799 – 1853    | 6. April 1847 – 1. Januar 1849         |
| Toribio Terán | 1785 – ?       | 1. Januar 1849 – März 1849             |
| Benito Rosales | 1795 – 1850    | März 1849 – 1. April 1849              |
| Norberto Ramírez                                                                                                  | 1800 – 1856    | 1. April 1849 – 1. April 1851          |
| Justo Abaunza | 1777 – 1873    | 1. April 1851 – 5. Mai 1851            |
| Laureano Pineda                                                                                                   | 1802 – 1853    | 5. Mai 1851 – 4. August 1851           |
| Justo Abaunza | s. o.          | 4. August 1851 – 11. November 1851     |
| José de Jesús Alfaro                                                                                              | s. o.          | 11. August 1851 – 2. November 1851     |
| Laureano Pineda                                                                                                   | s. o.          | 11. November 1851 – 1. April 1853      |
| Fruto Chamorro Pérez Supremo Director von Nicaragua                                                               | 1804 – 1855    | 1. April 1853 – 30. April 1854         |
| Fruto Chamorro Pérez Präsident für Ostnicaragua Regierungssitz Granada Partido Legitimista (konservativ)          | s. o.          | 11. Juni 1854 – 12. März 1855          |
| José María Estrada Präsident für Ostnicaragua Regierungssitz Granada Partido Legitimista (konservativ)            | 1802 – 1856    | 12. März 1855 – 30. Oktober 1855       |
| Francisco Castellón Sanabria Supremo Director für Westnicaragua Regierungssitz León Partido Democrático (liberal) | 1815 – 1855    | 30. April 1854 – 8. Oktober 1855       |
| Nazario Escoto Supremo Director für Westnicaragua Regierungssitz León Partido Democrático (liberal)               |                | 8. – 30. Oktober 1855                  |
| Patricio Rivas | um 1810 – 1867 | 30. Oktober 1855 – 24. Juni 1857       |
| Máximo Jerez (Duumvir)                                                                                            | 1818 – 1881    | 24. Juni 1857 – 19. Oktober 1857       |
| Tomás Martínez (Duumvir)                                                                                          | 1820 – 1873    | 24. Juni 1857 – 19. Oktober 1857       |
| Gregorio Juárez (Junta)                                                                                           | 1800 – 1879    | 19. Oktober 1857 – 15. November 1857   |
| Rosalío Cortés (Junta)                                                                                            | 1820 – 1884    | 19. Oktober 1857 – 15. November 1857   |
| Tomás Martínez | 1820 – 1873    | 15. November 1857 – 1. März 1867       |
| Fernando Guzmán                                                                                                   | 1812 – 1895    | 1. März 1867 – 1. März 1871            |
| José Vicente Cuadra                                                                                               | 1812 – 1894    | 1. März 1871 – 1. März 1875            |
| Pedro Joaquín Chamorro y Alfaro                                                                                   | 1818 – 1890    | 1. März 1875 – 1. März 1879            |
| Joaquín Zavala | 1835 – 1906    | 1. März 1879 – 1. März 1883            |
| Adán Cárdenas | 1836 – 1916    | 1. März 1883 – 1. März 1887            |
| Evaristo Carazo                                                                                                   | 1822 – 1889    | 1. März 1887 – 1. August 1889          |
| Nicolás Osorno |                | 1. August 1889 – 5. August 1889        |
| Roberto Sacaza | 1840 – 1896    | 5. August 1889 – 1. Januar 1891        |
| Ignacio Chávez |                | 1. Januar 1891 – 1. März 1891          |
| Roberto Sacaza | s. o.          | 1. März 1891 – 11. Juli 1893           |
| Salvador Machado                                                                                                  |                | 11. Juli 1893 – 15. Juli 1893          |
| Joaquín Zavala | s. o.          | 16. Juli 1893 – 25. Juli 1893          |
| José Santos Zelaya                                                                                                | s. o.          | 25. Juli 1893 – 21. Dezember 1909      |
| José Madriz | 1867 – 1911    | 21. Dezember 1909 – 20. August 1910    |
| José Dolores Estrada Morales                                                                                      | 1872 – 1939    | 20. August 1910 – 27. August 1910      |
| Luís Mena |                | 27. August 1910 – 30. August 1910      |
| Juan José Estrada                                                                                                 | 1872 – 1947    | 30. August 1910 – 9. Mai 1911          |
| Adolfo Díaz | 1875 – 1964    | 9. Mai 1911 – 1. Januar 1917           |
| Emiliano Chamorro Vargas                                                                                          | 1871 – 1966    | 1. Januar 1917 – 1. Januar 1921        |
| Diego Manuel Chamorro Bolaños                                                                                     | 1881 – 1923    | 1. Januar 1921 – 12. Oktober 1923      |
| Bartolomé Martínez                                                                                                | 1860 – 1936    | 12. Oktober 1923 – 1. Januar 1925      |
| Carlos José Solórzano                                                                                             | 1860 – 1936    | 1. Januar 1925 – 14. März 1926         |
| Emiliano Chamorro Vargas                                                                                          | s. o.          | 14. März 1926 – 11. November 1926      |
| Sebastián Uriza                                                                                                   | 1861 – ?       | 11. November 1926 – 14. November 1926  |
| Adolfo Díaz | s. o.          | 14. November 1926 – 1. Januar 1929     |
| José María Moncada Tapia                                                                                          | 1870 – 1945    | 1. Januar 1929 – 1. Januar 1933        |
| Juan Bautista Sacasa                                                                                              | 1874 – 1946    | 1. Januar 1933 – 6. Juni 1936          |
| Julián Irías | 1880 – ?       | 6. – 9. Juni 1936                      |
| Carlos Alberto Brenes Jarquín                                                                                     | 1884 – 1942    | 9. Juni 1936 – 1. Januar 1937          |
| Anastasio Somoza García                                                                                           | 1896 – 1956    | 1. Januar 1937 – 1. Mai 1947           |
| Leonardo Argüello                                                                                                 | 1875 – 1947    | 1. Mai 1947 – 27. Mai 1947             |
| Benjamín Lacayo Sacasa                                                                                            | 1893 – 1959    | 27. Mai 1947 – 15. August 1947         |
| Víctor Manuel Román y Reyes                                                                                       | 1872 – 1950    | 15. August 1947 – 6. Mai 1950          |
| Manuel Fernando Zurita                                                                                            |                | 6. Mai 1950 – 7. Mai 1950              |
| Anastasio Somoza García                                                                                           | s. o.          | 21. Mai 1950 – 29. September 1956      |
| Luís Somoza Debayle                                                                                               | 1922 – 1967    | 29. September 1956 – 1. Mai 1963       |
| René Schick Gutiérrez                                                                                             | 1909 – 1966    | 1. Mai 1963 – 3. August 1966           |
| Lorenzo Guerrero Gutiérrez                                                                                        | 1900 – 1981    | 4. August 1966 – 1. Mai 1967           |
| Anastasio Somoza Debayle                                                                                          | 1925 – 1980    | 1. Mai 1967 – 1. Mai 1972              |
| Roberto Martínez Lacayo                                                                                           | 1899 – 1984    | 1. Mai 1972 – 1. März 1973             |
| Fernando Bernabé Aguerro Rocha                                                                                    | 1920 – 2011    | 1. Mai 1972 – 1. März 1973             |
| Alfonso Lovo Cordero                                                                                              | 1927 – 2018    | 1. Mai 1972 – 1. März 1973             |
| Roberto Martínez Lacayo (Junta)                                                                                   | 1899 – 1984    | 1. März 1973 – 1. Dezember 1974        |
| Edmundo Paguaga Irías (Junta)                                                                                     | 1923 – 2008    | 1. März 1973 – 1. Dezember 1974        |
| Alfonso Lovo Cordero (Junta)                                                                                      | s. o.          | 1. März 1973 – 1. Dezember 1974        |
| Anastasio Somoza Debayle                                                                                          | s. o.          | 1. Dezember 1974 – 17. Juli 1979       |
| Francisco Urcuyo Maliaños                                                                                         | 1915 – 2001    | 17. Juli 1979 – 18. Juli 1979          |
| Daniel Ortega | * 1945         | 10. Januar 1985 – 25. April 1990       |
| Violeta Barrios de Chamorro                                                                                       | 1929 – 2025    | 25. April 1990 – 10. Januar 1997       |
| Arnoldo Alemán | * 1946         | 10. Januar 1997 – 10. Januar 2002      |
| Enrique Bolaños Geyer                                                                                             | 1928–2021      | 10. Januar 2002 – 10. Januar 2007      |
| Daniel Ortega | s. o.          | 10. Januar 2007 – amtierend            |